# Provinca Elías Piña
Elías Piña (španska izgovarjava: [eˈli.as ˈpiɲa]) je provinca na zahodu Dominikanske republike ob meji s Haitijem. Njena prestolnica je mesto Comendador.
Pod imenom San Rafael se je prvič pojavila leta 1942. Leta 1965 je bila preimenovana v Estrelleta, sedem let kasneje pa je prevzela današnji naziv. Preden je postala provinca, je Elías Piña bila občina province San Juan.

## Izvor imena
Elías Piña je bil častnik v vojski Dominikanske republike med Dominkansko-Haitijsko vojne. Rojen je bil v mestu La Margarita pri Comendadorju, leta 1845 pa je med obleganjem utrjenega položaja blizu   Bánice padel.

## Nahajališče
Provinca na severu meji na provinci Dajabón in Santiago Rodríguez, na vzhodu na provinco San Juan, na jugu na provinco Independencia, na zahodu pa na Republiko Haiti. 

## Občine in občinski okraji
Provinca je bila 20. junija 2006 razdeljena na naslednjih šest občin in sedem občinskih okrajev (D.M.-jev):
- Comendador, glavna občina province
  - Guayabo (M.D.)
  - Sabana Larga (M.D.)
- Bánica
  - Sabana Cruz (M.D.)
  - Sabana Higüero (M.D.)
- El Llano
  - Guanito (M.D.)
- Hondo Valle
  - Rancho de la Guardia (M.D.)
- Juan Santiago
- Pedro Santana
  - Río Limpio (M.D.)

Spodnja tabela prikazuje števila prebivalstev občin in občinskih okrajev iz popisa prebivalstva leta 2012. Mestno prebivalstvo vključuje prebivalce sedežev občin/občinskih okrajev, podeželsko prebivalstvo pa prebivalce okrožij (Secciones) in sosesk (Parajes) zunaj okrožij.
| Občina              | Skupno | Mestno prebivalstvo | Podeželsko prebivalstvo |
| ------------------- | ------ | ------------------- | ----------------------- |
| Bánica              | 7.856  | 1.289               | 6.567                   |
| Comendador          | 43.894 | 27.908              | 15.986                  |
| El Llano            | 4.986  | 1.086               | 3.900                   |
| Hondo Valle         | 5.989  | 2.488               | 3.501                   |
| Juan Santiago       | 2.989  | 1.104               | 1.885                   |
| Pedro Santana       | 4.875  | 1.361               | 3.514                   |
| Provinca Elías Piña | 70.589 | 35.236              | 35.353                  |

Za celoten seznam občin in občinskih okrajev države, glej Seznam občin Dominikanske republike.  

## Geografija
Cordillera Central ("Osrednja gorska veriga") se nahaja na severu province, na jugu pa Neibsko gorovje. Med tema gorovjema je več dolin, ki so delo reke Artibonite in njenih pritokov.

### Podnebje
Provinca leži v tropskem podnebju. Čez večji del leta je tukaj precej toplo, le v gorah se nekoliko ohladi. 

### Reke
Glavna reka tega območja je Artibonite, ki ponekod označuje državno mejo s Haitijem. Glavni pritoki reke so Macasías, Tocino, Joca in Vallecito. 

## Gospodarstvo
Kot večina obmejnih provinc je tudi Elías Piña precej slabo gospodarsko razvita. Velik pomen ima trgovina s Haitijem, še posebej v glavnem mestu. V severnih gorah se preživljajo predvsem z gojenjem kave in fižola, v Neibskem gorovju pa tudi s krompirjem.